# Içara
Içara este un oraș în Santa Catarina (SC), Brazilia.